# 신애 (가수)
신애(1977년 3월 6일 ~ )는 음악 그룹 레이디 소속의 가수이다. 현재 소속사는 로지 엔터테인먼트이다.

## 출연작

### 텔레비전 광고
- 코렉스 자전거

### 뮤직 비디오
- 조PD - 날 잊어